# Чемпионат мира по дзюдо 2013
28-й чемпионат мира по дзюдо проходил с 26 августа по 1 сентября 2013 года в Рио-де-Жанейро (Бразилия). Разыгрывались 16 комплектов наград. Медали выиграли представители 23 стран, в том числе 11 стран выиграли хотя бы одно золото. Первое место в неофициальном медальном зачёте заняли японские дзюдоисты (4 золото, 1 серебро и 4 бронзы).

## Расписание
Время местное (UTC−3).
| Дата       | Врямя начала | Категория       |
| ---------- | ------------ | --------------- |
| 26 августа | 10:00        | Мужчины −60 кг  |
| 26 августа | 10:00        | Женщины −48 кг  |
| 27 августа | 10:00        | Мужчины −66 кг  |
| 27 августа | 10:00        | Женщины −52 кг  |
| 28 августа | 10:00        | Мужчины −73 кг  |
| 28 августа | 10:00        | Женщины −57 кг  |
| 29 августа | 10:00        | Мужчины −81 кг  |
| 29 августа | 10:00        | Женщины −63 кг  |
| 30 августа | 09:00        | Мужчины −90 кг  |
| 30 августа | 09:00        | Женщины −70 кг  |
| 30 августа | 09:00        | Женщины −78 кг  |
| 31 августа | 09:00        | Мужчины −100 кг |
| 31 августа | 09:00        | Мужчины +100 кг |
| 31 августа | 09:00        | Женщины +78 кг  |
| 1 сентября | 09:00        | Мужчины команда |
| 1 сентября | 09:00        | Женщины команда |

## Медальный зачёт
| Место | Страна           | Золото | Серебро | Бронза | Всего |
| ----- | ---------------- | ------ | ------- | ------ | ----- |
| 1     | Япония           | 4      | 1       | 4      | 9     |
| 2     | Франция          | 2      | 2       | 4      | 8     |
| 2     | Куба             | 2      | 0       | 1      | 3     |
| 4     | Бразилия         | 1      | 4       | 2      | 7     |
| 5     | Грузия           | 1      | 2       | 0      | 3     |
| 6     | Монголия         | 1      | 1       | 0      | 2     |
| 7     | Азербайджан      | 1      | 0       | 1      | 2     |
| 8     | Израиль          | 1      | 0       | 0      | 1     |
| 8     | КНДР             | 1      | 0       | 0      | 1     |
| 8     | Колумбия         | 1      | 0       | 0      | 1     |
| 8     | Косово           | 1      | 0       | 0      | 1     |
| 12    | Нидерланды       | 0      | 2       | 3      | 5     |
| 13    | Германия         | 0      | 1       | 5      | 6     |
| 14    | Россия           | 0      | 1       | 2      | 3     |
| 15    | Казахстан        | 0      | 1       | 0      | 1     |
| 15    | США              | 0      | 1       | 0      | 1     |
| 17    | Республика Корея | 0      | 0       | 3      | 3     |
| 18    | Бельгия          | 0      | 0       | 2      | 2     |
| 19    | Греция           | 0      | 0       | 1      | 1     |
| 19    | Словения         | 0      | 0       | 1      | 1     |
| 19    | Тунис            | 0      | 0       | 1      | 1     |
| 19    | Украина          | 0      | 0       | 1      | 1     |
| 19    | Чехия            | 0      | 0       | 1      | 1     |
| Всего | Всего            | 16     | 16      | 32     | 64    |

## Мужчины
| Весовая категория    | Золото | Серебро                                                                                            | Бронза                                                                                    |
| -------------------- | --- | -------------------------------------------------------------------------------------------------- | ----------------------------------------------------------------------------------------- |
| До 60 кг             | Наохиса Такато Япония                                                                                          | Дашдаваагийн Амартувшин Монголия                                                                   | Ким Вон Джин Республика Корея                                                             |
| До 60 кг             | Наохиса Такато Япония                                                                                          | Дашдаваагийн Амартувшин Монголия                                                                   | Орхан Сафаров Азербайджан                                                                 |
| До 66 кг             | Масаси Эбинума Япония                                                                                          | Азамат Муканов Казахстан                                                                           | Масааки Фукуока Япония                                                                    |
| До 66 кг             | Масаси Эбинума Япония                                                                                          | Азамат Муканов Казахстан                                                                           | Георгий Зантарая Украина                                                                  |
| До 73 кг             | Сёхэй Оно Япония                                                                                               | Юго Легран Франция                                                                                 | Дирк ван Тихелт Бельгия                                                                   |
| До 73 кг             | Сёхэй Оно Япония                                                                                               | Юго Легран Франция                                                                                 | Декс Элмонт Нидерланды                                                                    |
| До 81 кг             | Лоик Пьетри Франция                                                                                            | Автандил Чрикишвили Грузия                                                                         | Ален Шмитт Франция                                                                        |
| До 81 кг             | Лоик Пьетри Франция                                                                                            | Автандил Чрикишвили Грузия                                                                         | Иван Воробьёв Россия                                                                      |
| До 90 кг             | Аслей Гонсалес Куба                                                                                            | Варлам Липартелиани Грузия                                                                         | Илиас Илиадис Греция                                                                      |
| До 90 кг             | Аслей Гонсалес Куба                                                                                            | Варлам Липартелиани Грузия                                                                         | Кирилл Денисов Россия                                                                     |
| До 100 кг            | Эльхан Мамедов Азербайджан                                                                                     | Хенк Грол Нидерланды                                                                               | Лукаш Крпалек Чехия                                                                       |
| До 100 кг            | Эльхан Мамедов Азербайджан                                                                                     | Хенк Грол Нидерланды                                                                               | Дмитрий Петерс Германия                                                                   |
| Свыше 100 кг         | Тедди Ринер Франция                                                                                            | Рафаэл Силва Бразилия                                                                              | Файсал Джабала Тунис                                                                      |
| Свыше 100 кг         | Тедди Ринер Франция                                                                                            | Рафаэл Силва Бразилия                                                                              | Андреас Тёльцер Германия                                                                  |
| Командное первенство | Грузия · Лаша Шавдатуашвили · Зебеда Рехвиашвили · Автандил Чрикишвили · Варлам Липартелиани · Адам Окруашвили | Россия · Алим Гаданов · Мурат Кодзоков · Сиражудин Магомедов · Кирилл Денисов · Александр Михайлин | Япония · Масааки Фукуока · Сёхэй Оно · Кэйта Нагасима · Масаси Нисияма · Рю Ситиноэ       |
| Командное первенство | Грузия · Лаша Шавдатуашвили · Зебеда Рехвиашвили · Автандил Чрикишвили · Варлам Липартелиани · Адам Окруашвили | Россия · Алим Гаданов · Мурат Кодзоков · Сиражудин Магомедов · Кирилл Денисов · Александр Михайлин | Германия · Себастьян Зайдль · Игорь Вандтке · Свен Мареш · Марк Оденталь · Дмитрий Петерс |

## Женщины
| Весовая категория    | Золото                                                                               | Серебро                                                                                           | Бронза                                                                                    |
| -------------------- | ------------------------------------------------------------------------------------ | ------------------------------------------------------------------------------------------------- | ----------------------------------------------------------------------------------------- |
| До 48 кг             | Мунхбатын Уранцэцэг Монголия                                                         | Харуна Асами Япония                                                                               | Шарлин ван Сник Бельгия                                                                   |
| До 48 кг             | Мунхбатын Уранцэцэг Монголия                                                         | Харуна Асами Япония                                                                               | Сара Менезес Бразилия                                                                     |
| До 52 кг             | Майлинда Кельменди Республика Косово                                                 | Эрика Миранда Бразилия                                                                            | Марен Кре Германия                                                                        |
| До 52 кг             | Майлинда Кельменди Республика Косово                                                 | Эрика Миранда Бразилия                                                                            | Юки Хасимото Япония                                                                       |
| До 57 кг             | Рафаэла Силва Бразилия                                                               | Марти Мэллой США                                                                                  | Влора Бедети Словения                                                                     |
| До 57 кг             | Рафаэла Силва Бразилия                                                               | Марти Мэллой США                                                                                  | Мириам Ропер Германия                                                                     |
| До 63 кг             | Ярден Джерби Израиль                                                                 | Кларисс Агбеньену Франция                                                                         | Жевриз Эман Франция                                                                       |
| До 63 кг             | Ярден Джерби Израиль                                                                 | Кларисс Агбеньену Франция                                                                         | Аника ван Эмден Нидерланды                                                                |
| До 70 кг             | Юри Альвеар Колумбия                                                                 | Лаура Варгас-Кох Германия                                                                         | Ким Поллинг Нидерланды                                                                    |
| До 70 кг             | Юри Альвеар Колумбия                                                                 | Лаура Варгас-Кох Германия                                                                         | Ким Сон Ён Корея                                                                          |
| До 78 кг             | Соль Гён КНДР                                                                        | Мархинде Веркерк Нидерланды                                                                       | Майра Агиар Бразилия                                                                      |
| До 78 кг             | Соль Гён КНДР                                                                        | Мархинде Веркерк Нидерланды                                                                       | Одри Чёмео Франция                                                                        |
| Свыше 78 кг          | Идалис Ортис Куба                                                                    | Мария Суэлен Алтеман Бразилия                                                                     | Ли Юн Ён Республика Корея                                                                 |
| Свыше 78 кг          | Идалис Ортис Куба                                                                    | Мария Суэлен Алтеман Бразилия                                                                     | Мэгуми Татимото Япония                                                                    |
| Командное первенство | Япония · Юки Хасимото · Андзу Ямамото · Кана Абе · Харука Тачимото · Мэгуми Тачимото | Бразилия · Эрика Миранда · Рафаэла Силва · Катерина Кампос · Мария Портела · Мария Суэлен Алтеман | Франция · Летиция Пайе · Элен Ресево · Кларисса Агбеньену · Жевриз Эман · Люси Луэтт      |
| Командное первенство | Япония · Юки Хасимото · Андзу Ямамото · Кана Абе · Харука Тачимото · Мэгуми Тачимото | Бразилия · Эрика Миранда · Рафаэла Силва · Катерина Кампос · Мария Портела · Мария Суэлен Алтеман | Куба · Мария Селия Лаборде · Янет Бермой · Марисет Эспиноса · Оникс Кортес · Идалис Ортис |